# Зубово (Харьковская область)
Зубово (укр. Зубове), село,
Софиевский сельский совет,
Близнюковский район,
Харьковская область, Украина.
Код КОАТУУ — 6320686303. Население по переписи 2001 г. составляет 33 (18/15 м/ж) человека.

## Географическое положение
Село Зубово находится на правом берегу реки Большая Терновка, на противоположном берегу — село Раздоловка и вымершее село Выселок.
Примыкает к селу Софиевка Первая.
В 9 км находится горд Лозовая.

## История
- 1850 — дата основания.

## Экология
Рядом проходит несколько нефтепроводов.